# Haneda bugyō
Les Haneda bugyō (羽田奉行) sont des fonctionnaires du shogunat Tokugawa à l'époque d'Edo du Japon. Les interprétations classiques traduisent ces titres japonais comme « commissaire », « surveillant » ou « gouverneur ».
La fonction est créée en 1842. Ce titre du bakufu désigne un fonctionnaire responsable de l'administration du port de Haneda et du commerce étranger dans la région. Le nombre des titulaires du poste simultanément peut varier au fil du temps.
En février 1854, le commodore américain Matthew C. Perry entre sans encombre dans le port d'Edo et ancre son escadre de navires au large du port de Haneda.